# Казаков, Дмитрий Львович
Дмитрий Львович Казаков (род. 22 сентября 1974 года, Горький) — российский писатель, журналист и переводчик, литературный тренер. Ведущий литературных семинаров, тренингов и мастер-классов.

## Биография
Дмитрий Казаков родился в городе Горький. Окончил Нижегородский государственный технический университет, защитил диссертацию по специальности «Социология управления» (тема — «Организационное лидерство»). Работал грузчиком, интернет-журналистом. С 1999 года работает преподавателем.
Писать начал в конце девяностых, первый опубликованный рассказ — «Легенда о ловце ветра» (никитинский альманах «Фантастика. XXI век», 1999).
В 2002 году в издательстве «Альфа-книга» выходит роман «Я, маг!», принесший автору несколько номинаций на литературные премии, а также «Серебряный кадуцей» фестиваля фантастики «Звёздный мост» в номинации «Дебют».
С 2003 года сосредоточился на писательской работе, став автором десятков фантастических романов в жанрах от постапа и киберпанка до юмористического фэнтези, мистики и альтернативной истории. Среди них такие известные как «Высшая раса» (2006), «Русские боги» (2010), «Чёрное знамя» (2015).
Был ведущим автором нескольких крупных литературных проектов.
С 2007 года ведет литературные семинары и мастер-классы.
С 2017 года занимается переводами художественных книг и нон-фикшн для издательств АСТ и ЭКСМО.

### Литературные проекты
Был одним из разработчиков сеттинга и автором литературно-игрового проекта «Звездный десант» (фирма «Звезда» и издательство «Эксмо»).
Был ведущим автором литературно-игрового проекта «Эадор» (игровое издательство «Сноуболл»-«Сноуберд» и издательство «ЭКСМО»).

### Семинары
Мастер ежегодного романного семинара издательства «Снежный Ком М» (Подмосковье).
Мастер ежегодного романного семинара при Петербургской фантастической ассамблее (Санкт-Петербург).
Один из создателей и ведущий ежегодного прозаического семинара «Зимняя сказка Карелии» (республика Карелия).
Создатель и ведущий серии прозаических кочующих семинаров: «Технология прозы» (Нижний Новгород, Москва), «Технология романа» (Карелия, Кипр), «Технология истории».
Автор и ведущий литературного реалити-шоу «Роман за сорок минут» (дебют в 2016 году на литературном фестивале «Бу-фест» (г. Владимир).

### Внесерийные романы
| Год  | Название               | Жанр                            | Примечание                                          |
| ---- | ---------------------- | ------------------------------- | --------------------------------------------------- |
| 2005 | Высшая раса            | альтернативная история          |                                                     |
| 2006 | Чаша гнева             | альтернативная история, мистика |                                                     |
| 2008 | Охота на сверхчеловека | боевая фантастика               |                                                     |
| 2009 | Русские боги           | историческая фантастика         |                                                     |
| 2011 | Слишком много щупалец  | юмористическая фантастика       |                                                     |
| 2012 | Сын зари               | постапокалипсис                 | входит в цикл «Анабиоз» (идея — Алексей Гравицкий)  |
| 2012 | Кровь ангелов          | космоопера                      |                                                     |
| 2014 | Черное знамя           | альтернативная история          |                                                     |
| 2015 | Коллекционер           | боевая фантастика               | входит в цикл Пограничье (идея — Сергей Лукьяненко) |
| 2018 | Оковы разума           | научная фантастика              |                                                     |
| 2019 | Буря мглою небо кроет… | пушкинопанк, космоопера         |                                                     |

### Циклы
| Цикл                 | Жанр                                | Романы |
| -------------------- | ----------------------------------- | --- |
| Я, маг!              | фэнтези                             | «Я, маг!» (2002) «Истребитель магов» (2003) «Маг без магии» (2003)                                                                          |
| Солнце севера        | псевдоисторическое фэнтези          | «Солнце цвета крови» (2004) «Солнце цвета стали» (2004) «Солнце цвета меда» (2005) «Солнце цвета ночи» (2007) «Солнце цвета льда» (2012)    |
| Лоскутный мир        | юмористическое фэнтези              | «Укротители демонов» (2005) «Грязная магия» (2005) «Удравшие из ада» (2007) «Дорога из трупов» (2010)                                       |
| Война призраков      | социальная фантастика, фантдетектив | «Война призраков» (2005) «Схватка призраков» (2006)                                                                                         |
| Демоны Вальхаллы     | боевая фантастика                   | «Демоны Вальхаллы» (2006) «Рыцари королевы Ядвиги» (2009)                                                                                   |
| Эволюция войны       | боевая фантастика                   | «Встречный бой» (2007) «Вторжение Химеры» (2008) «Вопрос верности» (2010)                                                                   |
| Мера хаоса           | фэнтези                             | «Мера хаоса» (2005) «Смех победителя» (2006) «Врата Порядка» (2007)                                                                         |
| Путешествие на запад | постапокалипсис                     | «Путешествие на запад» «Путешествие на зарад-2. Монстры Кремля» «Путешествие на запад-3. Перезагрузка»                                      |
| Танец миров          | эпическое фэнтези                   | «Ледяной клинок» (2007) «Сердце пламени» (2008) «Логово тьмы» (2008) «Игра титанов» (2009) «Кровавый рассвет» (2010) «Падение небес» (2010) |
| Черные руны судьбы   | темное фэнтези                      | «Черные руны судьбы» (2016) «Белые стяги победы» (2016)                                                                                     |

## Нон-фикшн
Дмитрий Казаков. Человек языкатый: языки, созданные человеком, и люди, создающие языки. — Москва: Эксмо, 2020. — (Удовольствие от науки).

## Переводы
| Год  | Книга                                                               | Жанр                                             |
| ---- | ------------------------------------------------------------------- | ------------------------------------------------ |
| 2020 | Вацлав Смил «Энергия и цивилизация: от первобытности до наших дней» | нон-фикшн                                        |
| 2019 | Райан Норт «Как изобрести все: создай цивилизацию с нуля»           | нон-фикшн                                        |
| 2019 | Уильям Байнум «Краткая история науки»                               | нон-фикшн                                        |
| 2019 | Пол Халперн «Квантовый лабиринт»                                    | нон-фикшн                                        |
| 2019 | Робин Стивенс «Мышьяк к чаю»                                        | ретродетектив                                    |
| 2018 | «Потому что ты любишь ненавидеть меня» (сборник)                    | фантастика                                       |
| 2018 | Гильермо Дель Торо, Дэниел Краус «Форма воды»                       | фантастика, роман по мотивам одноимённого фильма |

## Награды
- «Большая филигрань-2019», премия критиков, работающих в области фантастики — за роман «Оковы разума»;
- «Серебряный Роскон-2019» фестиваля фантастики «Роскон» (Москва) в номинации «Романы» — за роман «Оковы разума»;
- Диплом премии (2-е место) «Чаша Бастиона-2019» за роман «Оковы разума»;
- «Меч Бастиона-2019» от литературно-философской группы «Бастион»;
- «Малая филигрань-2018», премия критиков, работающих в области фантастики — за рассказ «Страшный зверь песец»;
- «Бронзовый Роскон-2018» фестиваля фантастики «Роскон» (Москва) в номинации «Повесть, рассказ» за рассказ «Страшный зверь песец»;
- Литературная премия имени В. Одоевского-2018 «За поддержание традиций интеллектуальной фантастики» за рассказ «Благое дело»;
- «Чаша Бастиона-2018» за рассказ «Фасад»;
- Диплом (2-е место) премии «Созвездие Большой Медведицы-2017» фестиваля фантастики «Созвездие Аю-Даг» (Крым) за роман «Черные руны судьбы»;
- «Созвездие Большой Медведицы — 2015» фестиваля фантастики «Созвездие Аю-Даг» (Крым) — за роман «Черное знамя»;
- Лонг-лист премии «Русский Букер — 2015» — роман «Черное знамя»[2];
- «Большая филигрань — 2015», премия критиков, работающих в области фантастики — за роман «Черное знамя»;
- «Золотой Роскон — 2015» фестиваля фантастики «Роскон» (Москва) в номинации «Роман» — за роман «Черное знамя»;
- Диплом (2-е место) «Книгуру—2014», конкурса литературы для детей и юношества;
- «Серебряный Роскон — 2012» фестиваля фантастики «Роскон» (Москва) в номинации — «Критика и литературоведение» — за статью «Отпустите меня в Гималаи! или пять наивных вопросов насчет попаданчества»;
- Диплом фестиваля фантастики «Звездный мост — 2011» (Харьков) в номинации «Критика и литературоведение» — за статью «Отпустите меня в Гималаи! или пять наивных вопросов насчет попаданчества»;
- «Золотой кадуцей — 2010» фестиваля фантастики «Звёздный мост» (Харьков) в номинации «Роман» — за роман «Русские боги»;
- «Книга года — 2009» от журнала «Мир фантастики» — за роман «Русские боги»;
- «Золотой кадуцей — 2008» фестиваля фантастики «Звездный мост» (Харьков) в номинации «Роман» — за роман «Охота на сверхчеловека»;
- «Бронзовый кадуцей — 2003» фестиваля фантастики «Звездный мост» (Харьков) в номинации «Циклы, сериалы, романы с продолжениями» — за роман «Истребитель магов»;
- «Серебряный кадуцей — 2002» фестиваля фантастики «Звездный мост» (Харьков) в номинации «Дебют» — за роман «Я, маг!».

## Цитаты
- «Я профессионал, я живу на гонорары... Если я не напишу текст, я останусь голодным. Осознание этого факта здорово помогает» .
- "Писать тяжело, неблагодарно и порой беспросветно. Но поверьте – кайф от завершённой работы всё перебивает" .